# 阿保藩
阿保藩（あぼはん）は、徳川家康が関東に入国した際に上野国（現在の群馬県）に置かれたとされる藩。菅沼定盈に1万石が与えられて成立したが、関ヶ原の戦いののちに子の定仍が伊勢長島に転出したため、約10年で廃藩となった。菅沼定盈が配置されたのは「上州阿保」とされ、文献によっては新田郡（太田市周辺一帯）の「阿布」という土地ともされるが、いずれにしても所在不明で実態がはっきりしない。「阿保」は上野国との国境にほど近い武蔵国賀美郡元阿保村（現在の埼玉県児玉郡神川町大字元阿保）であるとする説があり、この説を採用する事典もある。

## 歴史
天正18年（1590年）に徳川家康が関東に入国した際、重臣たちを枢要な土地に配置した。「関東知行割」と呼ばれるものであるが、この際に三河野田の領主であった菅沼定盈には1万石が与えられた。『寛政重修諸家譜』（以下『寛政譜』）によれば、封地は上野国阿保とある。
定盈は慶長年間初期に息子の定仍に家督を譲って隠居。定仍は慶長5年（1600年）の関ヶ原の戦いに参加して駿河興国寺城や駿府城など諸城の守備に功を挙げたとして、慶長6年（1601年）6月に1万石を加増されて2万石で伊勢長島藩に移封され、阿保藩は廃藩となった。

## 「阿保」の所在

### 各史料の記述
『寛政譜』のほか、『菅沼家譜』（旧新城藩主菅沼家所蔵）でも上野国阿保である。『徳川実紀』は『寛永系図』『寛政譜』を出典として「下野阿保」としているが、これは単純な誤記と考えられる。
『藩翰譜』には上野国阿布、『加除封録』には上野国新田郡阿布とあるが、所在は不明である。「天正十八年三千石以上分限帳」（国立公文書館内閣文庫所蔵『天正慶長諸大名御旗本分限帳』所収）によれば、「上州安生」とある。

### 武蔵国阿保とする説
埼玉県の郷土史家である長谷川典明は、1989年の論文において、菅沼定盈の封地は武蔵国賀美郡阿保（現在の埼玉県児玉郡神川町大字元阿保。以下「元阿保」）であると結論付けている。その後に出版された『日本歴史地名大系 埼玉県の地名』は「元阿保村」の項で、菅沼定盈の封地「上野国阿保」とは当地を指すものであると記す。
元阿保村は江戸時代には賀美郡の所属で、1896年（明治29年）に賀美郡が廃止された際に児玉郡に編入された。「村鑑明細帳」（後述）によれば、元阿保村はもとは単に「安保村」であったが、隣接して「安保町」（現在の児玉郡上里町大字三町）があって紛らわしいため、「元」を付したのであるという。また、江戸時代の文献では「安保」と「阿保」は混用されていた。
武蔵国に属する元阿保については、1927年（昭和2年）に刊行された『群馬県史』ですでに着目されており、当時の児玉郡丹荘村に「元阿保」という大字が存在することを指摘しているが、これが阿保藩が置かれた場所かは未検証（「未攷」）としている。元阿保は鎌倉街道（鎌倉街道上道。近世の川越・児玉往還）が通る交通の要地で、「安保郷」「安保領」と呼ばれた領域の中心地であり、中世以来の武士である丹党安保氏の拠点であった。戦国期にも安保氏は勢力を有し、御嶽城に拠っていた。
『新編武蔵風土記稿』は、元阿保村がかつて「菅沼織部」（菅沼定盈は織部正を称した）の領地であり、菅沼織部が住したという「屋鋪蹟」（別名「鍛冶屋鋪」）という場所が村内にあったと記す。文化11年（1814年）の年記のある元阿保村の史料「村鑑明細帳」には、家康の関東入国の際に菅沼織部が阿保領8000石と忍領内2000石を知行し、元阿保村の領主となったこと、安保氏ゆかりの寺院である吉祥院（埼玉県児玉郡上里町大御堂）に2, 3年住したのち元阿保村の「鍛冶屋敷」に移ったこと、慶長9年（1604年）まで領主であったことを記している。
阿保が「上州」と記載されたことについて長谷川典明は、近世に武蔵国北端部の「安保領」などの地域がしばしば上州として認識されていたこと、生活圏も上州側と共通で区別が難しいことについて触れ、元阿保が「上州」と見なされてもおかしくはないとする。「天正十八年三千石以上分限帳」では、武蔵国児玉郡の本庄城に入った小笠原信嶺についても、封地が「上州本庄」と記されている。現代では神流川を境界として上野国と武蔵国（現在は群馬県と埼玉県）が地形的にも明確に線引きされるが、近世の神流川は流路をしばしば変えて「国境紛争」をたびたび生じさせており、たとえば元阿保の隣村である肥土村（かつては神流川の中州であったという）も元禄15年（1702年）に上野国から武蔵国に所属替えをおこなっている。
「安生」「阿布」と表記する文献があることについては、「阿保」という地名が「あぼ」とも「あぶ」とも読まれ、「安保」「阿部」「英保」などの文字があてられるのと同様の表記揺れと見なす。「新田郡」に所在するとされたことについては、新田郡世良田（現在の太田市世良田町）の長楽寺に安保氏が所領を寄進しており、長楽寺と「安保領」が結びつけられたためではないかと推測している。

## 歴代藩主
菅沼家
譜代 1万石
1. 定盈
2. 定仍

## 備考
- 徳川家康の関東入国時、田峯菅沼氏の菅沼定利も上野国吉井で2万石を与えられ、大名に列した（吉井藩）。
- 群馬県安中市郷原（海雲寺境内）には「菅沼城」と呼ばれる城跡がある[25][26][27][28]。この城は文禄年間（1592年 - 1596年）に「菅沼治郎右衛門定清」という武将によって築かれた[25]、あるいは菅沼定清が城主になった[26][27]と伝えられる。この菅沼定清は、『日本城郭大系』によれば菅沼定盈の一族とされているが[27]、系譜関係は不明[25][26][27]。定清は関ヶ原に出陣するが帰還せず、菩提を弔うため創建されたのが海雲寺と伝えられる[26]。